# Лебединська Тетяна Миколаївна
Тетя́на Микола́ївна Лебеди́нська (до шлюбу Шпак; нар. 23 лютого 1937, Київ) — сучасна українська письменниця, перекладачка і літературний критик. Авторка понад 200 наукових праць про культуру та літературу. Кандидат філософських наук, доцент. Член Національної спілки письменників України. Донька українського поета Миколи Шпака.

## Життєпис
Народилася 23 лютого 1937 року в Києві в родині українського радянського поета та партизана Миколи Шпака, що походив з давнього шляхетського роду Шпаківських. Батько Тетяни загинув від рук гестапо, коли їй було лише п'ять років. Дитинство Тетяни, як і двох її сестер, минуло в будинку літераторів Роліт у колі багатьох тодішніх відомих митців.
1956 року закінчила київську школу № 58 для дівчат, згодом навчалася на курсах іноземних мов, вступила до Львівського університету на історичний факультет і закінчила там два курси. Після одруження з Ігорем Лебединським переїхала до чоловіка в Санкт-Петербург (тоді – Ленінград), де продовжила навчання на історичному та сходознавчому факультетах Ленінградського державного університету. У ті ж роки почала займатися перекладами та публіцистикою. 1973 року закінчила аспірантуру за фахом «історик», захистивши дисертацію на тему «Народницький рух в Україні у 70-90-х роках ХІХ ст.» і, пізніше отримавши науковий ступінь кандидата філософських наук, розпочала наукову та викладацьку діяльність.
Після здобуття вищої освіти Тетяна Миколаївна протягом майже 40 років працювала в різних вишах Санкт-Петербурга: Електротехнічному інституті, Технологічному інституті холодильної промисловості, Університеті педагогічної майстерності та Російській академії освіти (Інститут освіти дорослих). З 2005 до 2013 – у відділі сходознавства Санкт-Петербурзької бібліотеки РАН. Працювала в архівах.
Останнє десятиліття займається теоретичними дослідженнями. Після анексії Росією українського Криму переїхала до Ужгорода, де працює професоркою на кафедрі міжнародних відносин Східно-європейського слов'янського університету. З 2020 року очолює Закордонне представництво Всеукраїнського товариства І. Огієнка, відповідає за пошук архівних матеріалів з метою їхнього повернення до України. Під час пандемії коронавірусу перебралася до Києва, нині мешкає в родинній квартирі.

## Просвітницька та дослідницька діяльність

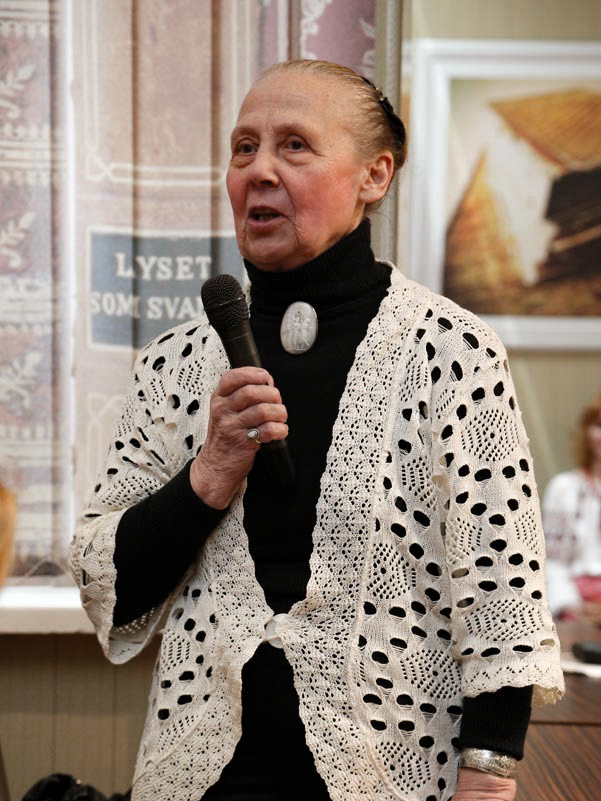
Тетяна Миколаївна на одному із семінарів, 2014 р.

Головні вектори досліджень Тетяни Лебединської – українсько-східні та українсько-петербурзькі літературні взаємини, історія української культури та її розвиток.
Тривалий час брала участь у міжнародних конгресах україністів, багатьох міжнародних конференціях у Санкт-Петербурзі, щорічних сесіях петербурзьких арабістів, а також інших з проблем ісламу та сходознавства. Неодноразово відвідувала Бахрейн, Єгипет, Ліван, США, Канаду та інші країни, де виступала й презентувала власні дослідницькі праці.
2000 року Тетяна Лебединська започаткувала і щорічно проводить Міжнародний науковий семінар «Санкт-Петербург і Україна». Протягом більш як двох десятиліть у семінарах брали участь науковці з України, Росії, Білорусі та багатьох країн далекого зарубіжжя. Їхня загальна кількість перевищила 700 учасників – з них більше 130 докторів наук та 200 кандидатів. Крім науковців та дослідників до семінару залучаються студенти і школярі, що сприяє формуванню спадкоємності традицій. Колосальна робота з організації заходів та впорядкування і видання матеріалів проведена самою Тетяною Миколаївною. Під час семінарів вона виконує не лише роль ініціатора та організатора, а й наукового консультанта, допомагаючи учасникам у пошуках матеріалів, спрямовуючи їхню увагу до прогалин в історії культури і взаємовідносин народів. Важливо, що організація семінарів відбувалася виключно з ініціативи Тетяни Лебединської та кількох ентузіастів-помічників. Організувала виставки «Шевченківський Санкт-Петербург» (2001), «Українському Санкт-Петербургу – 300 років» (2003) та «Український некрополь Північної Пальміри» (2023) у Києві.
Тетяна Миколаївна стала ініціаторкою встановлення каменя на місці першого поховання Тараса Шевченка на Смоленському кладовищі в 1989 році. Він був встановлений за підтримки як колег-науковців, так і звичайних людей. В листопаді 2000 року Тетяна Лебединська, доклавши чимало зусиль, сприяла встановленню пам’ятника Шевченку біля станції метро «Петроградська». Монумент був виготовлений канадським скульптором українського походження Лео Молем. До організації цієї урочистої події долучилися десятки вчених, журналісти, президенти Леонід Кучма і Володимир Путін. Довгий час досліджувала некрополь українців у Петербурзі. 2021 року ініціювала встановлення меморіальної дошки письменникам, котрі жили в будинку Роліт. Час від часу й зараз бере участь у різних заходах.
За подвижницьку працю та дослідницьку діяльність 2006 року була нагороджена орденом княгині Ольги ІІІ ступеня.

## Творчість
Пише українською та російською мовами. Загалом Тетяна Миколаївна опублікувала понад 200 праць – серед них як статті для періодичних видань, так і окремі книги на різні теми. Основна кількість статей присвячена українсько-східним («Схід у житті і творчості Л. Українки» (1978), «Українські сюжети арабської преси» (1989) і т.п.) та українсько-російським культурним зв'язкам, написала ряд матеріалів для Шевченківської енциклопедії та Енциклопедії сучасної України. За редакцією Тетяни Лебединської були видані 21 том матеріалів міжнародних конференцій, третій том Української літературної енциклопедії (1995).
Дійсно унікальними працями Тетяни Лебединської є книга-путівник «Пам'ятні місця Т. Г. Шевченка в Санкт-Петербурзі», в якій представлено авторські статті та фото більше ста місць північної Пальміри так чи інакше пов’язані з Кобзарем та подіями його життя, видання «Український некрополь Санкт-Петербурга», в якому зібрано фотографії надгробків та відомості майже про 270 державних та політичних діячів, діячів культури і науки українського походження, чия діяльність пов’язана з Петербургом та книга «Санкт-Петербург і Україна», що викликала неабиякий резонанс серед культурознавців.
Працює також у галузі літературознавства і критики, авторка публікацій та рецензій про українську культуру.
Деякі окремі публікації:
- «Т. Г. Шевченко в Санкт-Петербурзі» (1994)
- «Санкт-Петербург і Україна» (2002)
- «Пам'ятні місця Т. Г. Шевченка в Санкт-Петербурзі» (2004)
- «Діячі науки і культури з України» (2007)
- «Український некрополь Санкт-Петербурга» (2007)
- «М. П. Гребінка – градобудівничий Санкт-Петербурга» (2008)
- «І. Мазепа – кавалер ордена Андрія Первозванного» (2008)
- «Роліт в історії української культури» (2021)
- «Український некрополь Північної Пальміри» (2023)

Окрім того, у співавторстві з чоловіком перекладала твори арабських письменників — І. Абд аль-Кудуса («В нашому домі мужчина»), Д. Зейдана («Сестра Харуна ар-Рашіда» та «Сини Харуна ар-Рашіда»), твори М. Нуайме, М. Дарвіша, Т. Канафані та інших. Переклала та упорядкувала збірки оповідань «Полум'я» (1964), «Арабські прислів'я та приказки» (1981), «Вогненні вітри» (1983), а також низку інших творів, що ввійшли до колективних збірок.

## Нагороди та відзнаки
- Орден княгині Ольги ІІІ ступеня (2006)
- лауреатка Всеукраїнського культурно-наукового фонду Тараса Шевченка (2011)
- медаль Малої академії наук України «За особистий внесок у розвиток освіти, науки й культури» (2014)
- ювілейна медаль «До 200-річчя з дня народження Т.Г. Шевченка» (2014)
- численні грамоти і подяки[8]